# 단리 경 헨리 스튜어트

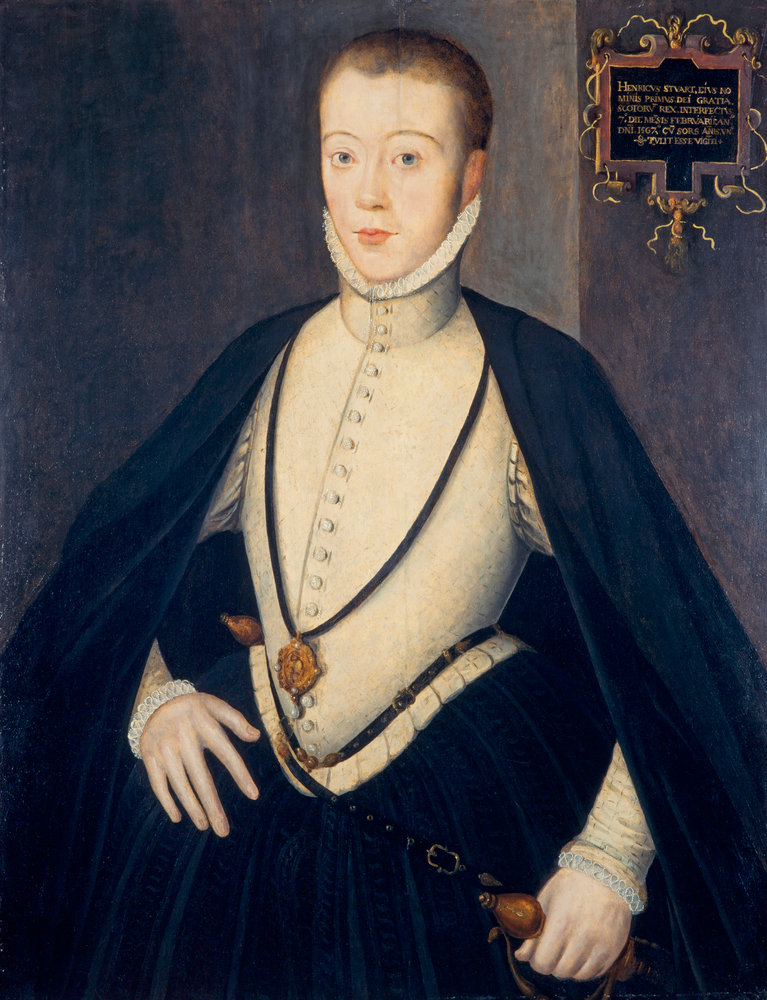
단리 경 헨리 스튜어트

올버니 공작 헨리 스튜어트(Henry Stuart (or Stewart), Duke of Albany)는 스코틀랜드 여왕의 부군이다. 단리 경(Lord Darnley)으로 많이 알려져있다.